# José Ignacio Zahínos Sánchez
José Ignacio Zahínos Sánchez (nascut l'1 de desembre de 1977 a Madrid) és un futbolista espanyol retirat. Principalment un migcampista defensiu, també podia jugar com a defensa central.
La seva carrera es va veure molt obstaculitzada per les lesions, ja que només va jugar una mitjana de deu partits per temporada durant deu anys com a professional.

## Carrera de club
Nascut a Madrid, la carrera de Zahínos va començar amb el CD Yuncos a les lligues autonòmiques. L'any 1999, després d'una prova reeixida al CP Amorós, es va incorporar al filial de l'Atlètic de Madrid i va jugar dos partits amb el primer equip a la segona divisió la temporada 2000–01.
Tot i això, Zahínos comptaria molt poques vegades amb l'Atlètic, complint quatre cessions al segon nivell fins al juny del 2007. Va debutar a la Lliga el 29 de maig de 2005, jugant els últims 16 minuts d'un empat 2-2 a casa contra el Getafe CF.
L'any 2007-08, Zahínos va signar amb el club de primer nivell Recreativo de Huelva amb un contracte de dos anys, però la seva temporada es va interrompre a causa d'una greu lesió al genoll, patida en una victòria per 1-0 a casa contra el CA Osasuna l'abril de 2008. A causa d'això, es va perdre la totalitat de la campanya següent, finalment va ser alliberat pels andalusos l'estiu de 2009.
Zahínos es va retirar poc després, començant com a entrenador al planter de l'Atlètic de Madrid.